# Pyruvat-Carboxylase-Mangel
Der Pyruvat-Carboxylase-Mangel (PC-Mangel) ist eine sehr seltene angeborene Neurometabolische Erkrankung mit den Hauptmerkmalen bereits im Kindesalter auftretender Metabolische Azidose, Gedeihstörung, Entwicklungsverzögerung und Krampfanfälle.
Synonyme sind: Pyruvatcarboxylase-Defekt; kongenitale Lactazidose; Ataxie mit Lactazidose; Ataxie mit Laktatazidose Typ 2; Leigh-Syndrom durch Pyruvat-Carboxylase-Mangel; Nekrotisierende Enzephalopathie durch Pyruvat-Carboxylase-Mangel
Die Erstbeschreibung stammt aus dem Jahre 1969 durch die japanischen Pädiater Keiya Tada, Toshio Yoshida, Tasuke Konno und Mitarbeiter.

## Einteilung
Es können drei Formen unterschieden werden:
- Typ A, infantile Form, Synonym: Pyruvat-Carboxylase-Mangel Typ A, Beginn im Säuglingsalter mit schwerem Verlauf[5]
- Typ B, neonatale Form, Synonym: Pyruvat-Carboxylase-Mangel Typ B, Versterben im frühen Kleinkindesalter[6]
- Typ C, benigne Form, günstiger Verlauf, wiederholt auftretende metabolische Azidose[7]

## Verbreitung
Die Häufigkeit wird mit 1 zu 250.000 angegeben, die Vererbung erfolgt autosomal-rezessiv.

## Ursache
Der Erkrankung liegen Mutationen im Pyruvatcarboxylase-Gen PC-Gen auf Chromosom 11 Genort q13.2 zugrunde.

## Klinische Erscheinungen
Klinische Kriterien sind:
- Manifestation kurz nach der Geburt (Typ B), etwas später (Typ A)
- metabolische Azidose, ausgeprägt oder schubweise (Typ C)
- Krampfanfall, Hypertonie
- Enzephalopathie

## Diagnose
Im Blutserum finden sich erheblich erhöhte Lactate sowie Pyruvate und Alanin, auch veränderte Plasmaspiegel von Glucose und Ammoniak.
Die Diagnose kann durch humangenetischen Nachweis der Mutation oder durch Messung der Pyruvat-Carboxylase-Aktivität in Fibroblasten gesichert werden.

## Differentialdiagnose
Abzugrenzen sind:
- Biotinidasemangel
- Defekte der Atmungskette
- Holocarboxylase-Synthase-Mangel
- Laktatazidose anderer Ursache
- Multipler Carboxylase-Mangel
- Pyruvat-Dehydrogenase-Mangel

## Prognose
Die Lebenserwartung ist für Typ A und Typ B ungünstig, die Betroffenen versterben meist im Kleinkindes- oder Kindesalter. Erkrankte mit Typ C haben meist eine normale Lebenserwartung.